# Eliot Ness
Eliot Ness  (Chicago, 19 de abril de 1903-Coudersport, Pensilvania, 16 de mayo de 1957) fue un agente de policía estadounidense, famoso por sus esfuerzos para derrotar a Al Capone y hacer cumplir la ley seca en Chicago. Lideró un famoso equipo de agentes de la ley, apodado Los Intocables. Su coautoría de una autobiografía popular, Los Intocables,  que se publicó poco después de su muerte, lanzó varias representaciones televisivas y cinematográficas que establecieron la fama póstuma de Ness como un incorruptible luchador del crimen.

## Biografía y carrera
Ness nació en Chicago, hijo de Peter y Emma Ness, panaderos noruegos. Estudió en la Universidad de Chicago, graduándose en 1925 en las especialidades de Negocios y Derecho. Empezó su carrera como investigador para la Retail Credit Co., de Atlanta. Se le asignó el territorio de Chicago, donde dirigió las investigaciones de fondo con el propósito de dar información de crédito. Regresó a la universidad para tomar un curso en criminología, y obtuvo una Maestría en la materia.

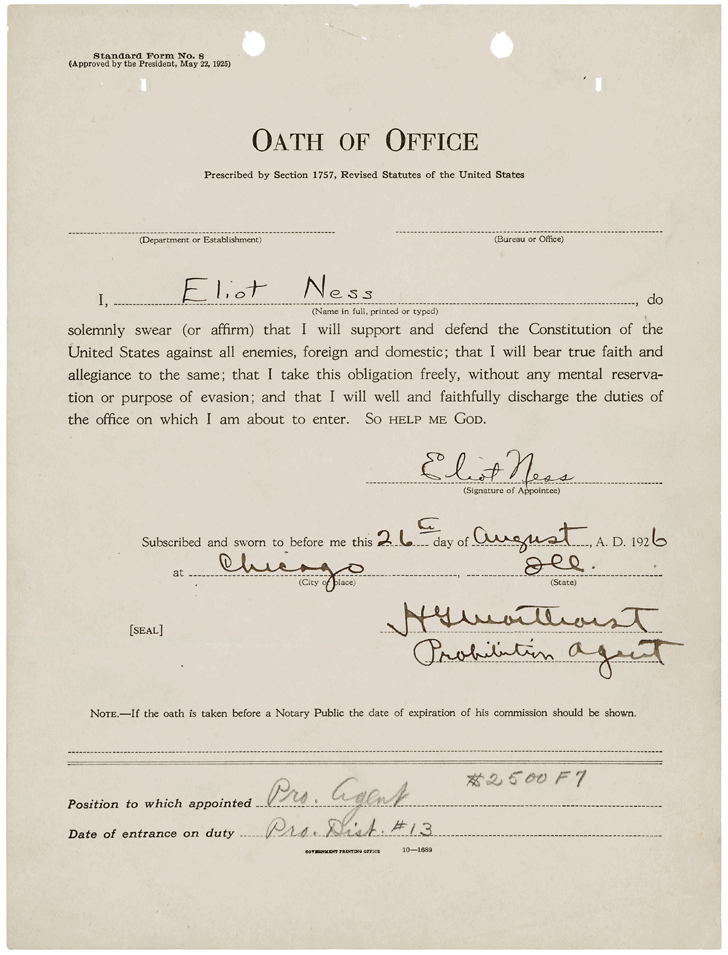
Juramento del cargo de Ness como Agente de prohibición, fechado en 1926.

En 1926, el esposo de su hermana mayor Clara, Alexander Jamie, un agente del FBI, le aconseja ingresar en el sistema penal. En 1927 Ness se unió al Departamento del Tesoro, trabajando con los 300 fuertes de la Oficina de Prohibición de Chicago.
Luego de la elección del presidente Herbert Hoover, Ness fue especialmente encargado de detener a Al Capone. El gobierno federal abordó el problema desde dos direcciones: evasión de impuestos y contrabando de alcohol. Ness fue escogido para encabezar las operaciones relacionadas con el contrabando de alcohol, apuntando a las cervecerías ilegales y las rutas de suministro de Capone.
Con la corrupción reinante entre los agentes de policía, Ness examinó los registros de todos los agentes del tesoro para formar un equipo fiable, inicialmente de cincuenta, más tarde reducido a quince y finalmente a solamente nueve hombres. Muchas redadas contra destilerías y cervecerías comenzaron inmediatamente; en menos de seis meses Ness clamaba haber descubierto cervecerías que generaban más de un millón de dólares de ganancias. La principal fuente de información para las redadas era una extensa operación de intervención de teléfonos.
Una tentativa de Capone de sobornar a los agentes de Ness fue aprovechada por Ness como publicidad, obteniendo para su equipo el apodo de "Los Intocables" por parte de los medios de comunicación. Hubo varias tentativas de asesinato sobre Ness, y uno de sus amigos íntimos, Cam Allison, fue asesinado.

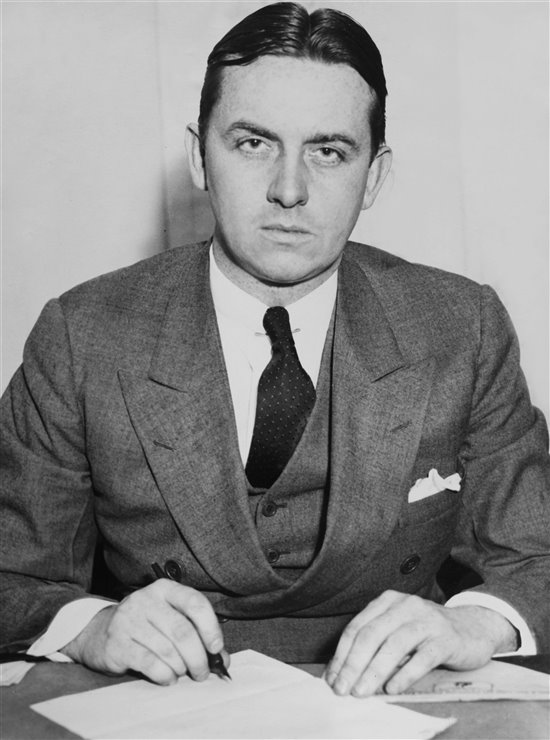
Ness en 1931.

Los esfuerzos de Ness y su equipo tuvieron un serio impacto sobre las operaciones de Capone; sin embargo, la evasión de impuestos era el arma clave. En un cierto número de grandes procesos federales llevados a cabo en 1931, Capone fue acusado de veintidós casos de evasión fiscal y de cerca de cinco mil violaciones de la Ley Volstead (prohibición de vender alcohol). El 17 de octubre de 1931, Capone fue condenado a once años de prisión y, después de una apelación fracasada, comenzó su sentencia en 1932.
Ness fue promovido a Investigador Principal de la Oficina de Prohibición para Chicago y en 1934 para Ohio. Después del final de la Ley Seca en 1935, accedió al puesto de Director de Seguridad Pública en la administración local de Cleveland. Dirigió una campaña para limpiar de corrupción los cuerpos de policía y bomberos, y también abordar el juego ilegal y otros entretenimientos. Aunque no estaba directamente involucrado en el caso, Ness contribuyó en el intento de capturar al «asesino de los torsos» de Cleveland (el primer serial killer de Estados Unidos), un asesino en serie que actuaba en el área de Cleveland durante mediados de los años 1930 que incluso llegó a colocar restos delante de su oficina, siendo partícipe de la captura e interrogatorio de uno de los principales sospechosos, el Dr. Francis Sweeney, además de dirigir personalmente redadas en barrios marginales llegando a incendiarlos. A pesar de las críticas por tal acción, los asesinatos del «asesino de los torsos» se detuvieron.
Dimitió en 1942, después de un supuesto accidente de coche. Se dice que había conducido bajo la influencia del alcohol.
Ness se mudó entonces a Washington D. C. y trabajó para el Gobierno Federal. En 1944 se marchó para ocupar el cargo de presidente de la Diebold Corporation, una empresa de sistemas de seguridad situada en Ohio. Se postuló sin éxito para alcalde de Cleveland en 1947 y fue despedido de su trabajo en Diebold el mismo año. Más tarde se trasladó a Coudersport, Pensilvania, para trabajar en el North Ridge Industrial. Su libro, Los Intocables (The Untouchables), fue publicado en 1957, poco antes de su muerte a los 54 años debido a un infarto.
Estuvo casado tres veces, divorciándose dos veces. También tuvo un hijo adoptivo, Robert. Sus cenizas fueron dispersadas en uno de los estanques del cementerio Lakeview en Cleveland.

## Eliot Ness en la cultura popular

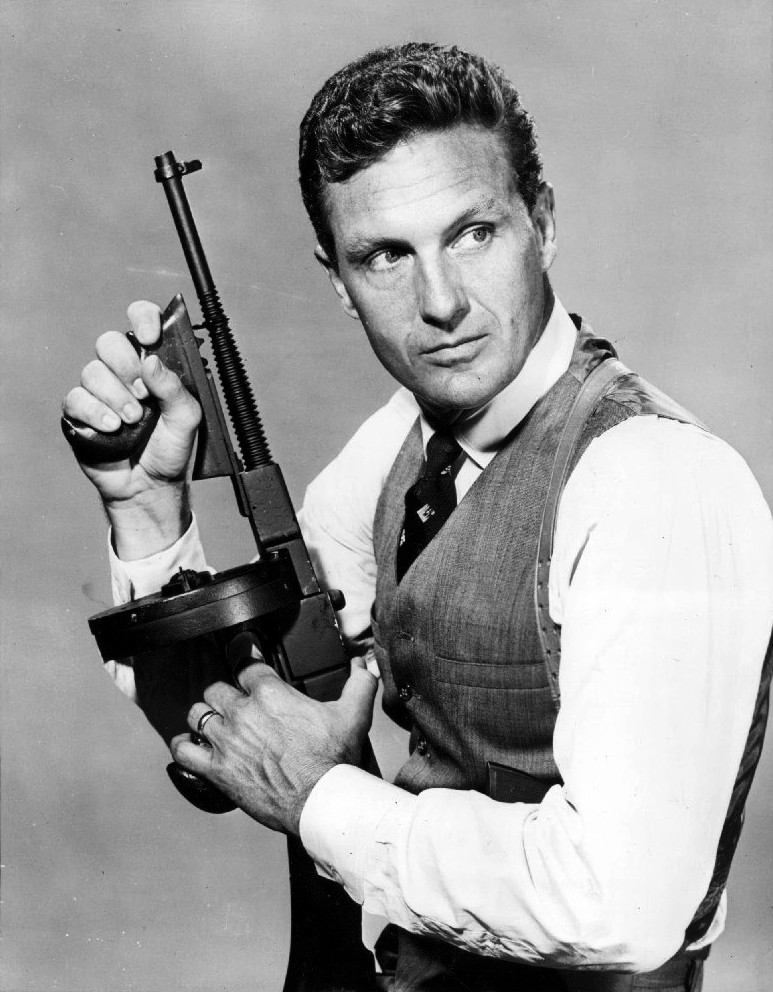
El actor Robert Stack interpretando a Ness en la serie Los Intocables (1959).

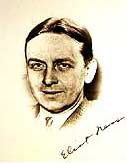
Ilustración de Ness.

- Numerosas series de televisión y películas han sido inspiradas (vagamente) en su vida, elevando la imagen de Ness como un agente de la ley intrépido e incorruptible de leyenda. Las más conocidas son probablemente la serie de TV de los años 1959 y 1960 en la que Robert Stack interpreta a Ness, y la película de Brian De Palma ganadora de un Óscar con Kevin Costner como protagonista, interpretando a Ness; ambas fueron tituladas Los Intocables.
- Eliot Ness es también el protagonista de la novela gráfica Torso, de Brian Michael Bendis, y lo es también de una película actualmente en etapa de preproducción basada en dicha novela.
- También se encuentra a Eliot Ness en el episodio de Los Simpson Homer vs. The Eighteenth Amendment, donde es satirizado mediante el personaje de Rex Banner.
- También hace una aparición en la serie Supernatural en su séptima temporada, en el capítulo 12, "Time After Time". En dicho episodio, Dean Winchester viaja al pasado para intentar atrapar a Chronos. Él se encuentra con Eliot Ness, quien también es un cazador y ayuda a atraparlo.
- El grupo de rock uruguayo El Cuarteto de Nos hace una breve mención a Ness en su canción Bipolar, del disco homónimo.
- En la serie infantil Looney Tunes hay un episodio dedicado a Eliot Ness, en el cual Bugs Bunny lo interpreta.
- La empresa de elaboración de la cerveza Grandes Lagos hace una cerveza en su honor, The Eliot Ness.
- El juego español Blues and Bullets hizo un homenaje situando el nombre de Eliot Ness en el protagonista, un detective que trabaja para Al Capone después de haberlo perseguido.
- Ness aparece en la serie Legends of Tomorrow, temporada 2 capítulo 8, transmitido a principios de diciembre de 2016.
- Hace una aparición en el episodio 15 de la primera temporada de la serie Timeless, en donde los protagonistas lo contactan para atrapar a Al Capone.
- En la tercera temporada de la serie Narcos, de Netflix, la esposa de un blanqueador se lo menciona al agente Peña.
- En el capítulo 2 de la 5.ª temporada de la serie Boardwalk Empire sale el propio Ness dando un discurso a la prensa sobre Al Capone.